# قالیچه پرنده
قالیچه پرنده یا قالیچه جادویی افسانه‌ای در مورد قالیچه است که از آن می‌شد، برای حمل و نقل استفاده نمود و به سرعت به مقصد رسید. ایده این افسانه از داستان‌های هزار و یک شب وارد ادبیات داستانی شد و مورد توجه فرهنگ غربی نیز قرار گرفت. در اساطیر به قالیچه سلیمان نیز اشاره شده است.
قالیچهٔ پرنده یکی از عناصر مشهور در ادبیات افسانه‌ای و فولکلور شرق، به‌ویژه در فرهنگ‌های ایرانی، عربی و هندی است. این وسیلهٔ خیالی معمولاً به صورت فرشی جادویی به تصویر کشیده می‌شود که توانایی پرواز دارد و سوارانش را با سرعتی شگفت‌انگیز از مکانی به مکانی دیگر می‌برد. قالیچهٔ پرنده نماد آزادی، سفر، و قدرت‌های خارق‌العاده است و در بسیاری از قصه‌ها به‌عنوان ابزاری برای فرار، جست‌وجوی گنج یا تحقق آرزوها به‌کار می‌رود.
در مجموعه داستان‌های «هزار و یک شب»، که تأثیر زیادی بر گسترش قالیچهٔ پرنده در فرهنگ عامه داشته‌اند، نمونه‌هایی از این وسیلهٔ جادویی دیده می‌شود. همچنین در روایات اسلامی و یهودی، از قالیچهٔ بزرگی سخن به میان آمده که حضرت سلیمان با آن سفر می‌کرده و سپاهش را نیز همراه خود می‌برده است. این روایت، بیش از آن‌که جنبهٔ تاریخی داشته باشد، بازتابی از باور به قدرت‌های الهی و سلطنت آسمانی سلیمان به‌شمار می‌رود.
قالیچهٔ پرنده در هنر، ادبیات کودک، انیمیشن و سینمای مدرن نیز حضور پررنگی دارد. از نمونه‌های معاصر می‌توان به حضور آن در داستان «علاءالدین» و اقتباس‌های سینمایی آن اشاره کرد. امروزه قالیچهٔ پرنده، علاوه بر جایگاه اسطوره‌ای، به‌عنوان نمادی از خیال‌پردازی و آرزوی رهایی از محدودیت‌های دنیای مادی نیز شناخته می‌شود.